# 요안나 리쇼프스카
요안나 리쇼프스카(폴란드어: Joanna Liszowska, 1978년 12월 12일 ~ )는 폴란드의 배우, 가수이다.

## 출연 작품
- 트릭스 (2007)